# Sicyopterus lagocephalus
Sicyopterus lagocephalus е вид лъчеперка от семейство Попчеви (Gobiidae).

## Разпространение
Видът е разпространен в Австралия, Американска Самоа, Вануату, Гуам, Индонезия, Коморски острови, Мавриций, Маршалови острови, Микронезия, Нова Каледония, Острови Кук, Палау, Папуа Нова Гвинея, Питкерн, Провинции в КНР, Реюнион, Самоа, Соломонови острови, Тайван, Уолис и Футуна, Фиджи, Филипини, Френска Полинезия, Шри Ланка и Япония.